# Las (géorgien)
Cette page contient des caractères spéciaux ou non latins. S’ils s’affichent mal (▯, ?, etc.), consultez la page d’aide Unicode.
Pour les articles homonymes, voir Las.
Las, (ლას, [las], en géorgien) est la 11e lettre de l'alphabet géorgien.

## Linguistique
Las est utilisé pour représenter le son [l].
Dans la norme ISO 9984, la lettre est translittérée par « l ».

## Représentation informatique
- Unicode[1] :
  - Asomtavruli Ⴊ : U+10AA
  - Mkhedruli et nuskhuri ლ : U+10DA